# Triestewitz
Triestewitz ist ein Ortsteil der Gemeinde Arzberg im Landkreis Nordsachsen in Sachsen.

Triestewitz auf einer geschichtlichen Karte des Kreises Liebenwerda (1910).

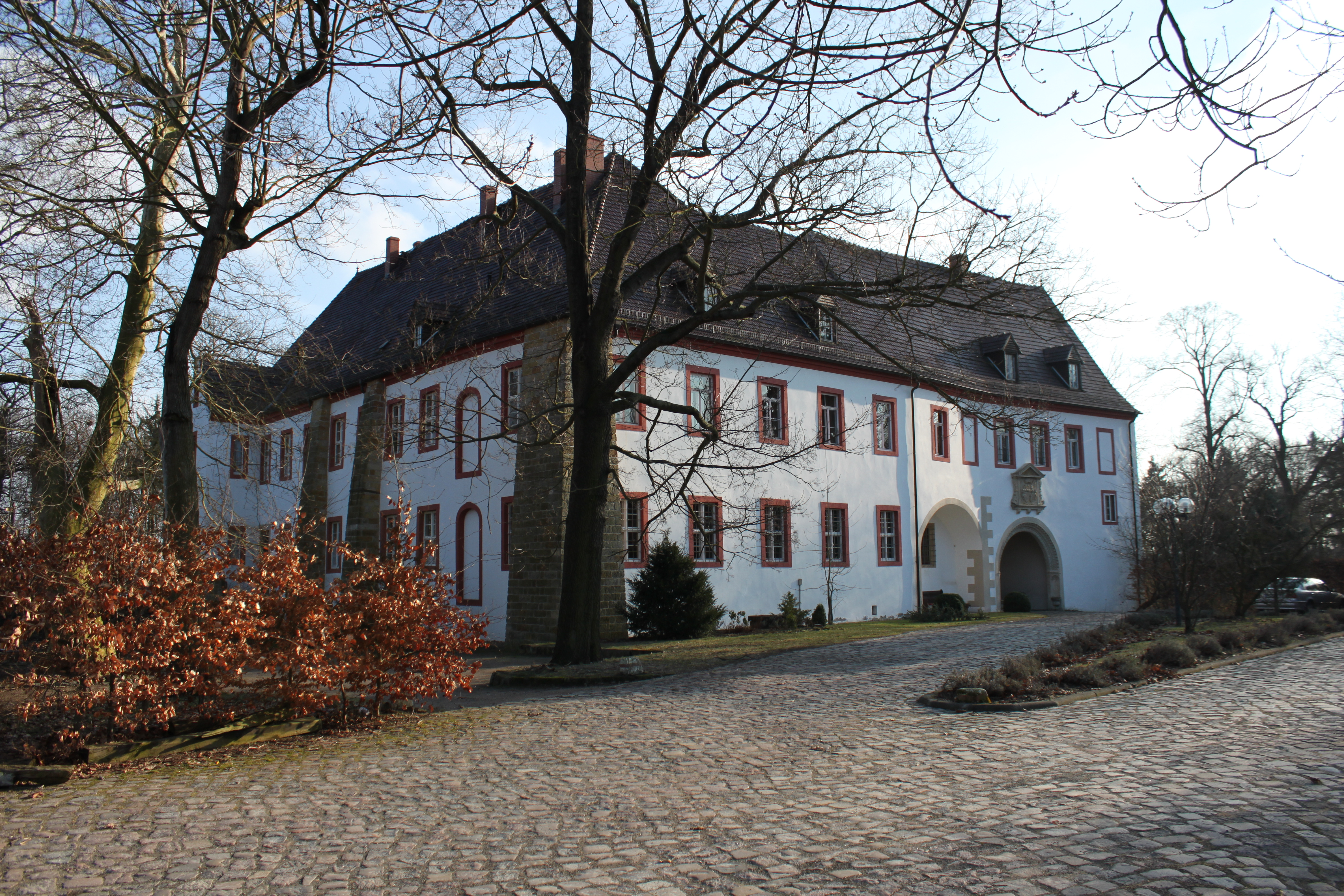
Schloss Triestewitz

## Lage
Triestewitz liegt nordwestlich von Arzberg an der Staatsstraße 25, die nach Prausitz führt.

## Geschichte
Die Landgemeinde mit Gutsbezirk und Gutssiedlung ist ein Gassendorf. Die Gemarkung umschließt 663 Hektar Land in der Elbeaue mit dem Bestand von teils seltenen Pflanzenarten. 1251 ersterwähnt, nach heutigem Stand, nannte sich das Dorf schon Tristewitz. 1261/85 wurde das Dorf Trestewitz geschrieben. Ab 1825 wurde das Dorf Triestewitz wie heute geschrieben. Die Einwohner entwickelten sich von 9 Personen 1529 über 280 im Jahre 1818.
Am 6. März 1872 wurde das mitteldeutsche Erdbeben auch in Triestewitz dokumentiert. Gegen 4 Uhr fand im Ort in Abständen von 3 Sekunden eine Erderschütterung statt. Auf dem Schloss und im Pfarrhaus wurde es als besonders stark empfunden. Damals lebten in Triestewitz mit Gutsvorsteher Schmidt nach amtlichen Angaben 174 Bewohner, eingekircht nach Arzberg. Amtsvorsteher war Gutsbesitzer Winkler-Ottersitz, Stellvertreter Herr von Stammer-Triestewitz. 1950 werden dann 702 Einwohner gezählt, und 485 Personen im Jahre 1964.
Im Ort ist seit 1500 eine Pfarrkirche. Die übergeordnete Behörde  saß von 1529 bis 1754 im Amt Schweinitz und bis heute in Torgau. Im Ort bestand seit dem 13. Jahrhundert bis zur Bodenreform 1945 ein Herrensitz. Die letzten Grundbesitzer, der Besitz umfasste circa 620 ha, stellte die sächsische Adelsfamilie von Stammer.
Das Dorf wurde 1974 nach Arzberg eingemeindet.

## Kultur und Sehenswürdigkeiten
→ siehe auch: Liste der Kulturdenkmale in Triestewitz
- das Rittergut Triestewitz wurde 1251 erstmals urkundlich erwähnt
- die Kirche des Ortes[10] stammt aus dem Jahr 1582

## Persönlichkeiten
- Hennig Albert von Stammer